# Il diario segreto di Phileas Fogg
Il diario segreto di Phileas Fogg (nell'originale in inglese The Other Log of Phileas Fogg), è un romanzo di fantascienza dello scrittore statunitense Philip José Farmer, pubblicato nel 1973.
La traduzione in italiano di Riccardo Valla è stata pubblicata dalla Mondadori nel 1990 e nel 1999.

## Ambientazione
La storia si svolge nel contesto della realtà immaginata da Jules Verne nel suo romanzo del 1872 Il giro del mondo in 80 giorni; 
Farmer include molti dei personaggi originali, a cominciare da Phileas Fogg e il suo cameriere francese Passepartout e stabilisce che tutte le opere pubblicate di Verne si svolgono nella stesso scenario condiviso; inoltre include elementi di crossover narrativo incorporando nella sua ambientazione Sherlock Holmes e James Moriarty, i personaggi di Arthur Conan Doyle; questi elementi collocano Phileas Fogg e il suo intero cast di supporto nell'ambito della Famiglia Wold Newton.
In un'introduzione, Farmer postula che la storia di Verne non fosse semplice finzione ma la cronologia di eventi reali, che in seguito Verne decise di adattare a un'ambientazione immaginaria.
Nell'epilogo del libro, Farmer allude scherzosamente all'idea che Phileas Fogg sia ancora vivo e potrebbe in effetti essere il vero autore del romanzo: Farmer nota che entrambi condividono le stesse iniziali, suggerendo che Philip Farmer è in realtà un alias per Phileas Fogg.
Secondo Farmer, Jules Verne ha rivelato solo una parte piccola e poco significativa del background e delle imprese reali di Phileas Fogg, in realtà gli eventi che circondano Il giro del mondo in 80 giorni sono parte di un più ampio conflitto in corso tra due razze aliene: gli eridaniani e i capellani.
La storia di Farmer non smentisce nessuno degli elementi del testo originale, ma piuttosto aggiunge un ambizioso racconto secondario che si svolge dietro (e spesso nel mezzo) le scene della trama di Verne.

## Trama
Il racconto si basa su una verità alternativa al celeberrimo racconto Il giro del mondo in 80 giorni, in cui il protagonista, Phileas Fogg, in realtà avrebbe intrapreso molte altre avventure rispetto a quelle narrate nell'opera di Jules Verne.

## Edizioni
- Philip José Farmer, Il diario segreto di Phileas Fogg, collana Urania, Arnoldo Mondadori Editore, 1990.
- Philip José Farmer, Il diario segreto di Phileas Fogg, collana Classici Urania, traduzione di Riccardo Valla, n. 263, Arnoldo Mondadori Editore, febbraio 1999, ISSN 1120-4966 (WC · ACNP).